# Sherpur
Sherpur (en bengali :শেরপুর) est une upazila du Bangladesh dans le district de Bogra. En 2011, elle dénombrait 332 825 habitants.

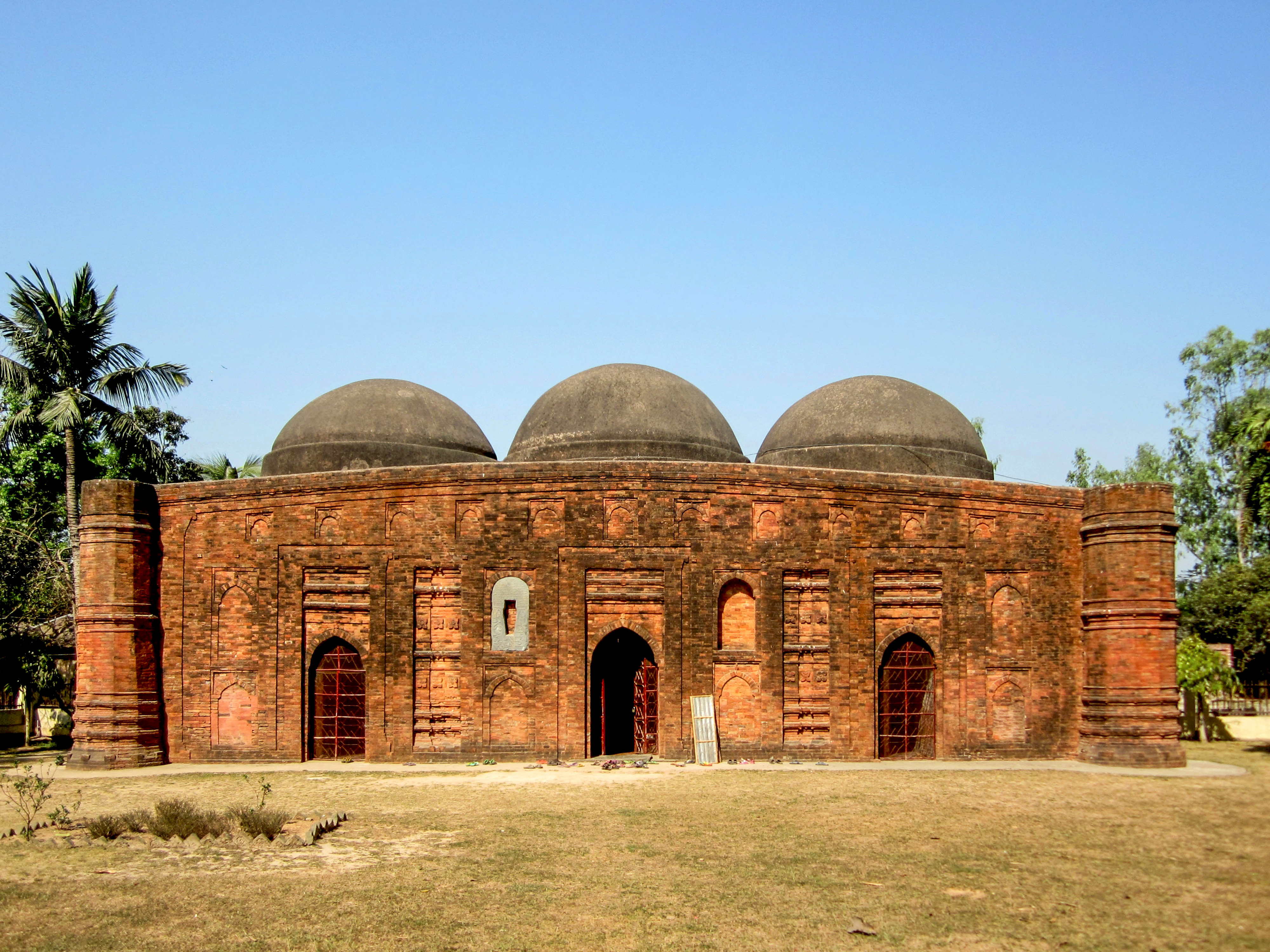
Mosquée Kherua